# Пащенко Вілорій Іванович
Вілорій Іванович Пащенко — радянський і український актор. Заслужений артист УРСР (1979).

## Життєпис
26 березня 1945 р. в с. Єланець, Миколаївської області в родині службовців.
Закінчив Київський державний інститут театрального мистецтва 3(1971).
- З 1971 р. — актор Київської кіностудії Довженка.

## Акторські роботи

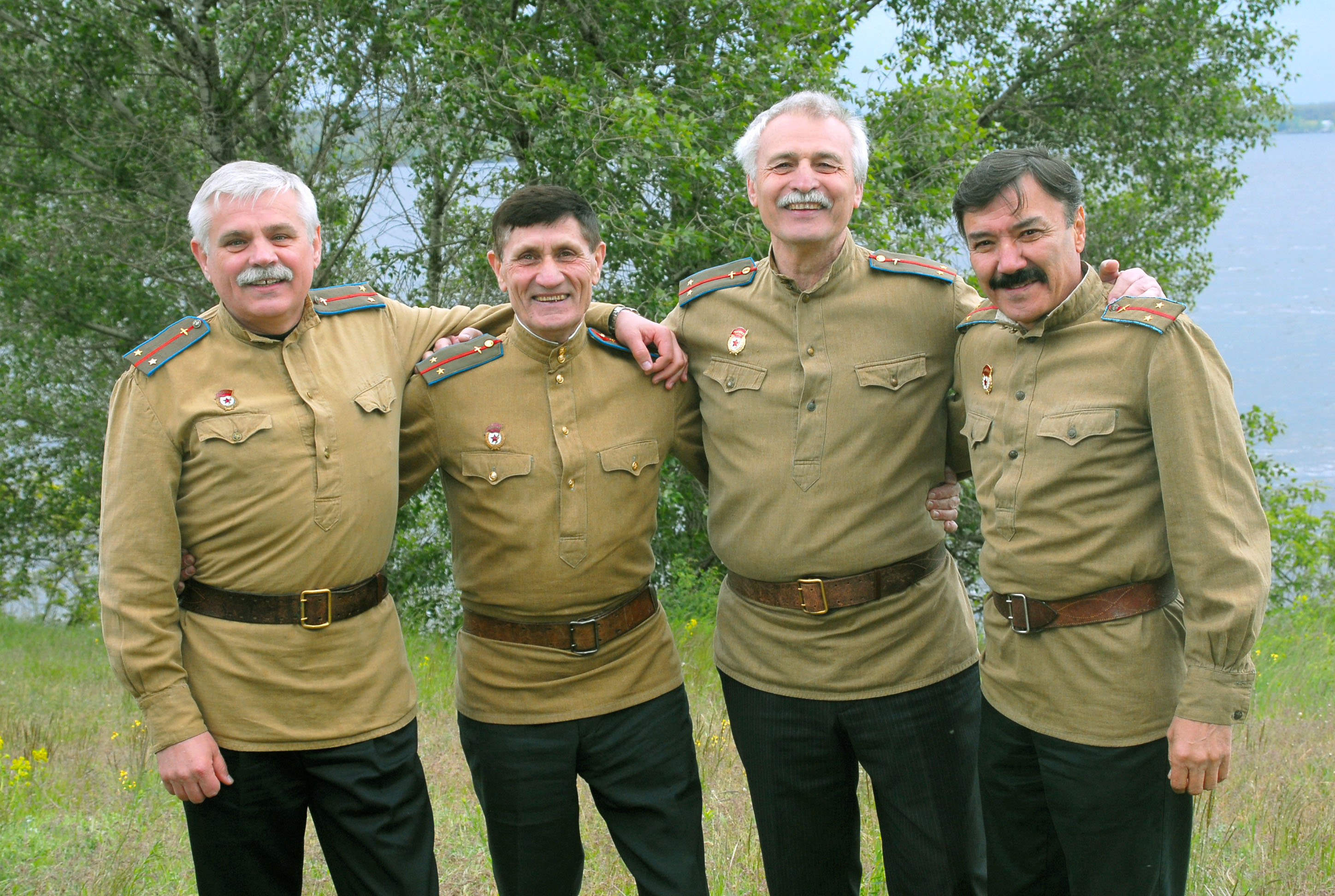
Актори фільму «У бій ідуть лише „старі“» 35 років по тому. (2008) Немченко О. Д., Федоринський А. В., Пащенко В. І. та Сагдуллаєв Р. А.

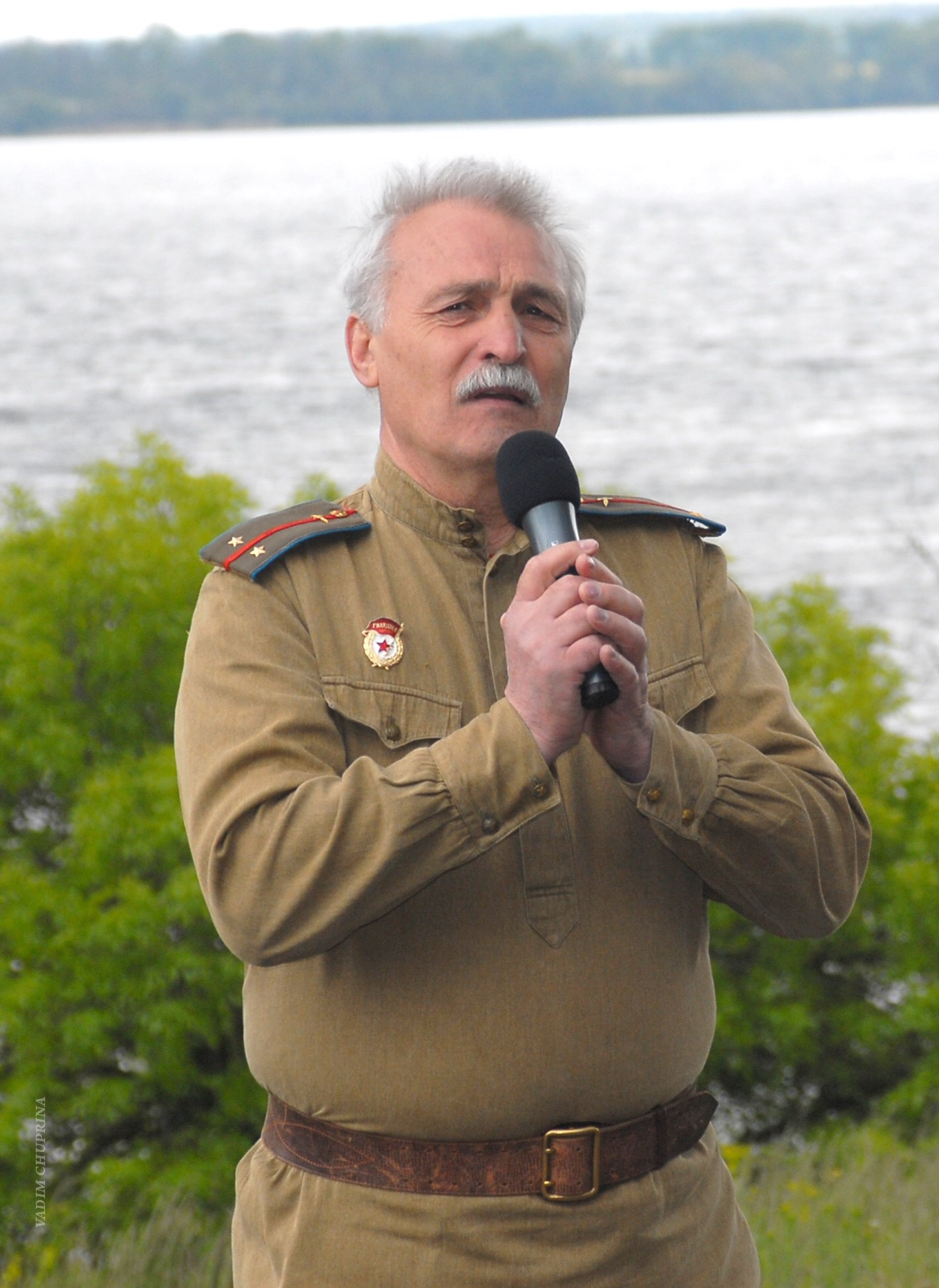
Пащенко Вілорій Іванович (2008)

- 1969 — «Падав іній»
- 1969 — «Комісари» (Михайлов)
- 1970 — «Мир хатам, війна палацам» (Ю. Коцюбинський)
- 1971 — «Камінний господар» (епізод)
- 1972 — «Лаври» (епізод)
- 1972 — «Нічний мотоцикліст» (епізод)
- 1972 — «Віра, Надія, Любов» (Петро)
- 1972 — «Сімнадцятий трансатлантичний» (сигнальник)
- 1973 — «В бій ідуть одні „старики“» (Воробйов)
- 1973 — «Дід лівого крайнього» (міліціонер)
- 1973 — «Дума про Ковпака» (боєць загону Руднєва)
- 1973 — «Як гартувалась сталь» (комісар)
- 1973 — „Новосілля“ (Кирус)
- 1973 — „Стара фортеця“ (партизан)
- 1974 — „Гуси-лебеді летять“ (член комісії)
- 1974 — „Важкі поверхи“ (Воронін)
- 1974 — „Яка у вас посмішка“ (радіомонтажник)
- 1975 — „Такі симпатичні вовки“ (Кирило Петрович)
- 1975 — „Серед літа“ (зоотехнік)
- 1975 — „Надійна людина“
- 1976 — „Ати-бати, йшли солдати…“ (голова колгоспу)
- 1976 — „Щедрий вечір“ (Карпо)
- 1976 — „Не плач, дівчино“ (матрос)
- 1977 — „Право на любов“ (Іван)
- 1977 — „Тачанка з півдня“ (епізод)
- 1977 — „Талант“ (епізод)
- 1978 — «Незручна людина» (Ахмед)
- 1978 — „Пісня, обпалена війною“ (Приходько)
- 1979 — „Чекайте зв'язкового“ (партизан)
- 1980 — «„Мерседес“ втікає від погоні» (Шелейкіс)
- 1982 — «Якщо ворог не здається...» (епізод)
- 1982 — «Стратити немає можливості» (епізод)
- 1982 — «Ніжність до ревучого звіра» (учасник наради)
- 1984 — «В лісах під Ковелем» (Гнідаш)
- 1985 — «Контрудар» (епізод)
- 1985 — «Ми звинувачуємо» (епізод)
- 1985 — «Оповідання барабанщика» (музикант з оркестру)
- 1985 — «Слухати у відсіках» (Березін)
- 1986 — «Мама, рідна, любима...»
- 1988 — «Штормове попередження»
- 1990 — «Допінг для янголів»
- 1992 — «Вишневі ночі» (епізод)
- 1992 — «Гра всерйоз» (Мнішин, майор міліції)

## Спілка кінематографістів України
- Член Національної Спілки кінематографістів України.